# Dơi đốm hoa
Dơi đốm hoa (tên khoa học Scotomanes ornatus) là loài động vật thuộc bộ Dơi. Loài này có ở Trung Quốc, Ấn Độ, Lào, Myanmar, Nepal, Thái Lan và Việt Nam.